# Barbus usambarae
Barbus usambarae е вид лъчеперка от семейство Шаранови (Cyprinidae). Видът не е застрашен от изчезване.

## Разпространение
Разпространен е в Танзания.

## Описание
На дължина достигат до 2,9 cm.